# فیرنانا (مورامانگا)
فیرنانا (به لاتین: Fierenana) یک منطقهٔ مسکونی در ماداگاسکار است که در مورامانگا واقع شده‌است. فیرنانا ۹٬۰۰۰ نفر جمعیت دارد و ۹۴۶ متر بالاتر از سطح دریا واقع شده‌است.